# Arbon (Haute-Garonne)
Arbon ist eine französische Gemeinde mit 94 Einwohnern (Stand 1. Januar 2022) im Département Haute-Garonne in der Region Okzitanien (zuvor Midi-Pyrénées). Die Einwohner werden als Arbonnais bezeichnet.

## Geographie
Die Gemeinde liegt im Comminges, 20 Kilometer südlich von Saint-Gaudens, am Fuße der Pyrenäen. An der südöstlichen Gemeindegrenze verläuft das Flüsschen Job.
Nachbargemeinden sind: Izaut-de-l’Hôtel, Juzet-d’Izaut, Cazaunous und Malvezie.

## Geschichte
Der Ort entstand als nach einer Pestepidemie der höher gelegene Ort Campels aufgegeben und Arbon gegründet wurde.
Von Campels existiert noch die Ruine eines Schlosses aus dem 14. Jahrhundert.

## Bevölkerungsentwicklung
| Jahr                      | 1962 | 1968 | 1975 | 1982 | 1990 | 1999 | 2005 | 2010 | 2015 | 2019 |
| ------------------------- | ---- | ---- | ---- | ---- | ---- | ---- | ---- | ---- | ---- | ---- |
| Einwohner                 | 115  | 94   | 98   | 78   | 67   | 76   | 67   | 92   | 98   | 99   |
| Quelle: Cassini und INSEE |      |      |      |      |      |      |      |      |      |      |

## Sehenswürdigkeiten
- Kirche St-Michel, erbaut im 19. Jahrhundert, mit Bleiglasfenstern von Henri-Louis-Victor Gesta (1864–1938)

Siehe auch: Liste der Monuments historiques in Arbon (Haute-Garonne)